# Tinallinge
Tinallinge (en groningois : Tinaalng) est un village de la commune néerlandaise de Het Hogeland, situé dans la province de Groningue.

## Géographie
Le village est situé à 15 km au nord de Groningue.

## Histoire
Tinallinge fait partie de la commune de Baflo jusqu'en 1990, puis de celle de Winsum avant le 1er janvier 2019, où elle est supprimée et fusionnée avec Bedum, De Marne et Eemsmond pour former la nouvelle commune de Het Hogeland.

## Démographie
Le 1er janvier 2019, le village comptait 60 habitants.